# Diecéze eichstättská
Diecéze Eichstätt (lat. Dioecesis Eystettensis) je katolická diecéze v Bavorsku v Německu. Je sufragánní diecézí církevní provincie Bamberk.

## Historie
Diecéze byla zřízena sv. Bonifácem v roce 745. V té době byla podřízena mohučskému arcibiskupovi. Bavorským konkordátem z roku 1817 byla diecéze reorganizována a stala se podřízenou bamberskému arcibiskupovi. Eichstättskému biskupovi přísluší na území diecéze nosit rationale.

## Biskupové ordináři
Začátek působnosti jmenovaného ve vedení diecéze:
- 1.10.1445 Johann von Eych, † 1.1.1464
- 16.1.1464 Wilhelm von Reichenau, † 9.11.1496
- 5.12.1496 Gabriel von Eyb, † 1.12.1535
- 14.12.1535 Christoph Marschalk zu Pappenheim, † 13.6.1539
- 26.6.1539 Moritz von Hutten, † 5.12.1552
- 22.12.1552 Eberhard von Hirnheim, † 4.7.1560
- 14.7.1560 Martin von Schaumberg, † 28.6.1590
- 13.8.1590 Kaspar von Seckendorff, † 2.4.1595
- 2.4.1595 Johann Konrad von Gemmingen, † 8.11.1612
- 4.12.1612 Johann Christoph von Westerstetten, † 28.7.1637
- 28.7.1637 Marquard Reichsgraf von Schenk von Castell, † 18.1.1685
- 13.3.1685 Johann Euchar Reichsgraf von Schenk von Castell, † 6.3.1697
- 16.4.1697 Johann Martin Reichsritter von Eyb, † 6.12.1704
- 9.2.1705 Johann Anton Reichsfreiherr von Knebel von Katzenellenbogen, † 27.4.1725
- 3.7.1725 Franz Ludwig Reichsfreiherr von Schenk von Castell, † 19.9.1736
- 5.12.1736 Johann Anton Reichsfreiherr von Freyberg-Hopferau, † 30.4.1757
- 5.7.1757 Raymund Anton Graf von Strasoldo, † 13.1.1781
- 27.3.1781 Johann Anton Freiherr von Zehmen, † 23.6.1790
- 21.9.1790 Joseph Graf von Stubenberg, od 5.2.1818 ustanoven bamberským arcibiskupem, †
- 4.3.1824 Petrus Pustet, † 24.4.1825
- 12.5.1825 Johann Friedrich Oesterreicher, † 31.1.1835
- 25.3.1835 Johann Martin Manl, † 15.10.1835
- 19.4.1836 Karl August Graf von Reisach, 12.6.1841 jmenován arcibiskupem koadjutorem v Mnichově a Freisingu, †
- 3.10.1846 Georg von Oettl, † 6.2.1866
- 13.11.1866 Franz Leopold Freiherr von Leonrod, † 5.9.1905
- 5.10.1905 Johannes Leo von Mergel, O.S.B., † 20.6.1932
- 9.9.1932 Konrad von Preysing, 5.7.1935 jmenován biskupem v Berlíně, †
- 4.11.1935 Michael Rackl, † 5.5.1948
- 23.7.1948 Joseph Schröffer, 2.1.1968 jmenován titulárním arcibiskupem ve Volturnumu, †
- 28.5.1968 Alois Brems, 1.6.1983 emeritován, †
- 17.4.1983 Karl Heinrich Braun, 25.3.1995 jmenován bamberským arcibiskupem
- 24.2.1996 Walter Mixa, 16.7.2005 jmenován augsburský biskupem
- 14.10.2006 Gregor Maria Franz Hanke, O.S.B.